# Escher (Fernsehsendung)
Escher – Der MDR-Ratgeber (meist nur Escher genannt) war eine Ratgebersendung im MDR-Fernsehen. Von 1995 bis 2013 sendete die ARD-Anstalt jeden Donnerstag um 20:15 Uhr das von Peter Escher live moderierte Format. Der Sender versteht den Moderator als „Anwalt der kleinen Leute“.
Bis März 1998 trug die Sendung den Titel MDR hilft – Ein Fall für Escher und bis Ende 2007 nur noch Ein Fall für Escher. Zu Beginn 2008 wurde die Produktion durch die von Ulrich Meyer geleitete META Productions übernommen. Aufgrund von Markenstreitigkeiten mit dem bisherigen Produzenten (die von Hans Meiser geführte creatv Fernsehproduktions GmbH) musste die Sendung nach der Übernahme in Escher – Der MDR-Ratgeber umbenannt werden.
Die 45-minütigen Sendungen wurden zu Beginn in Dresden und seit dem Jahr 2000 in Leipzig in den Studios des MDR produziert. 2007 wurde Studiopublikum eingeführt. Im selben Jahr begann man, die Sendung abwechselnd auch in allen drei Landesfunkhäusern des MDR zu produzieren, um mehr Zuschauernähe zu demonstrieren. Dies wurde jedoch zu Beginn 2008 wieder eingestellt. Fester Bestandteil der Sendung waren Betroffene und/oder Experten wie Verbraucherschützer oder Anwälte, die zu aktuellen Themen befragt wurden. In früheren Sendungen wurden auch telefonische Zuschauerfragen live in der Sendung beantwortet.
Seit der Übernahme durch die META Productions war deutlich zu beobachten, dass die Studioanteile der Sendung zunehmend durch Beitrags- und Filmanteile verdrängt wurden. So entwickelte sich die Sendung von einem Ratgeber und Fragenbeantworter hin zu einem berichterstattenden Magazinformat.
Die letzte Ausgabe des Ratgebers wurde am 28. November 2013 ausgestrahlt. Peter Escher erhielt ab Frühjahr 2014 eine neue, vom MDR produzierte Reportage-Reihe.